# Karin Boyd
Karin Boyd (* 1953 in Ost-Berlin) ist eine deutsche Schauspielerin und Theaterregisseurin.

## Leben und Werk
Karin Boyd ist das Kind einer Berlinerin und eines afro-amerikanischen US-Soldaten. Die ersten drei Lebensjahrzehnte verbrachte sie in der DDR. Das Abitur erwarb sie in Falkensee, an der damaligen EOS „Georgi Dimitroff“ (später „Gutsparkschule“, heute „Europaschule am Gutspark“). Boyds aufgrund ihrer dunkleren Hautfarbe offen erkennbare gemischt-ethnische Herkunft, aber auch ihre musischen und sportlichen Talente, machten sie an ihrer Schule zu einer Ausnahmeerscheinung.
Später absolvierte Boyd ein dreijähriges Schauspielstudium an der Staatlichen Schauspielschule in Rostock, gefolgt von einer ergänzenden Gesangsausbildung im Fachbereich Chanson an der Musikschule Friedrichshain in Ost-Berlin. Nach Engagements an mehreren kleinen Bühnen kam sie 1973 ans Maxim-Gorki-Theater Berlin, an dem sie zehn Jahre lang spielte. Daneben hatte sie auch erste Film- und Fernsehaufgaben für die ostdeutsche DEFA und das Fernsehen der DDR. Damit zählte sie zu den wenigen afro-deutschen Schauspielerinnen überhaupt. Der Durchbruch gelang ihr 1981, in der Rolle der Tänzerin Juliette Martens in István Szabós Oscar-prämiertem Film Mephisto. Damals spielte sie an der Seite Klaus Maria Brandauers.
Zwei Jahre später, 1983, zog sie, nach Bewilligung ihres Ausreiseantrags, gemeinsam mit ihrem Sohn nach Westdeutschland. Sie spielte fortan an bundesdeutschen Bühnen Theater, trat aber auch in Fernsehserien wie Ein Fall für Zwei und Die Sitte auf. Daneben moderierte sie in den 1990er Jahren diverse Fernsehformate.
Karin Boyd lebt in München.

## Filmografie (Auswahl)
- 1969: Zeit zu leben
- 1974: Visa für Ocantros (Fernsehfilm)
- 1976: Soviel Lieder, soviel Worte
- 1977: Die Marquise (Fernsehfilm)
- 1978: Geschlossene Gesellschaft (Fernsehfilm)
- 1978: Oh, diese Tante (Fernsehfilm)
- 1978: Das unsichtbare Visier: King-Kong-Grippe (Fernsehserie)
- 1979: Chiffriert an Chef – Ausfall Nr. 5
- 1979: Das unsichtbare Visier: Insel des Todes (Fernsehserie)
- 1980: Früher Sommer (Fernsehfilm)
- 1981: Mephisto
- 1982: Monsieur bleibt im Schatten (Fernsehfilm)
- 1985: Ein Fall für zwei: Rotkäppchen
- 1986: Roncalli (Fernsehserie)
- 1986: Deutsche sind weiß, Neger können keine Deutschen sein (TV-Dokumentarfilm)
- 1987: Praxis Bülowbogen (Fernsehserie)
- 1987: Duett in Bonn (Fernsehserie)
- 1988: Wilder Westen inclusive (Fernsehserie)
- 1989: Jenseits von Blau
- 1996: Das Siegel des Todes (Fernsehfilm)
- 1996: Solange es die Liebe gibt (Fernsehserie-Serie)
- 1996: Das Traumschiff – Singapur (Fernsehserie-Serie)
- 1996: Im Namen des Gesetzes (Fernsehserie, Folge: Der Unfall)
- 1997: Alarm für Cobra 11 – Die Autobahnpolizei (Fernsehserie, Folge: Die verlorene  Tochter)
- 1998: Geraubte Unschuld (Fernsehfilm)
- 2000: Polizeiruf 110: Verzeih mir (Fernsehreihe)
- 2001: Die Sitte (Fernsehserie)
- 2006: Himmel über Australien (Fernsehfilm)
- 2008: Im Winter ein Jahr
- 2011: Familiengeheimnisse – Liebe, Schuld und Tod (Fernsehfilm)

## Theater
- 1977: Rudi Strahl: Arno Prinz von Wolkenstein oder Kader entscheiden alles – Regie: Karl Gassauer (Maxim-Gorki-Theater Berlin)

## Auszeichnungen
- 1993: Hersfeld-Preis[4]